# 埃里克·赫尔曼
埃里克·赫尔曼（德語：Erich Herrmann，1914年5月31日—1989年4月13日），德国男子手球运动员。他曾代表德国参加1936年夏季奥林匹克运动会手球比赛，获得一枚金牌，他在其中三场比赛中有上场。